# František Anicet Petružela
František Anicet Petružela (14. srpna 1914 Brodek u Přerova – 3. července 2007) byl český vojenský duchovní.

## Od začátku studia do konce II. světové války
V roce 1931 vstoupil ke kapucínům a přijal řádové jméno Anicet. Studoval filosofii v holandském Breust–Eysden a teologii v Olomouci Na kněze byl vysvěcen 29. června 1939 v Olomouci. Poté byl poslán na další studia do Říma, kde se na francouzském konzulátu dal k dispozici čs. odboji a 28. 5. 1940 přijel do Francie krátce před uzavřením francouzsko‑italské hranice. V čs. zahraniční armádě prezentován 11. 6. 1940 a vtělen do zdravotní roty. Po porážce Francie připlul na lodi Mohamed Ali‑el‑Kebir do Velké Británie. Zařazen do 1. pěšího praporu československé samostatné obrněné brigády . V prosinci 1940 přidělen v hodnosti podporučíka duchovní služby na dobu válečné potřeby k Náhradnímu tělesu pro službu u brigády. 6. května 1945 byl Petružela povýšen na nadporučíka duchovní služby. Po kapitulaci německé posádky Dunkerque 10. května 1945 odjíždí 12. května s obrněnou brigádou domů do Československa.

## Období perzekuce 50. let
V roce 1946 byl ustanoven představeným kapucínského kláštera v Zákupech a také administrátorem zdejší farnosti. 9. června 1949 Petružela přečetl i přes výhrůžky ze strany SNB pastýřský list biskupů Hlas biskupů a ordinářů věřícím v hodině velké zkoušky, ačkoliv jej státní úřady zakázaly a ve svém doprovodném komentáři zaujal kritický postoj ke státní Katolické akci. 28. prosince 1949 byl Státním soudem v Praze odsouzen za trestný čin pobuřování proti republice na dva roky těžkého vězení a 10 000 Kčs pokuty. Po odsouzení byl uvězněn na Pankráci a následně byl zařazen do pracovního komanda na Kladně, kde vězni pracovali u vysokých pecí a v dole Antonína Zápotockého. Byl také vězněn na Mírově a poté převezen do tábora nucených prací ve Všebořicích u Ústí nad Labem a později do koncentračního kláštera v Želivě , kde byl až do roku 1955. V srpnu 1955 byl propuštěn,vystoupil z řádu a protože mu nebylo umožněno působit v duchovní službě, musel si hledat zaměstnání jako dělník. Šest let pracoval v Lisovnách nových hmot v Lutíně, odkud musel po prověrkách v roce 1958 jako nespolehlivý odejít. Poté pracoval v Hospodářském podniku města Olomouce jako závozník a popelář.

## Období od 60. let do konce života
Po uvolnění na začátku šedesátých let mohl ze zdravotních důvodů opustit dělnickou profesi a v roce 1961 přešel jako účetní do kamenoprůmyslu. Nejprve na Hrubé Vodě a pak v Olomouci na ředitelství podniku. Když se kamenoprůmysl rušil, přešel v roce 1964 do Pozemních staveb, kde zůstal až do důchodu. Po uvolnění režimu v roce 1968 jako bývalý zahraniční voják odchází do důchodu v roce 1970. V roce 1968 byl laicizován a na žádost v Římě mu byl povolen církevní sňatek a to 15. února 1969. S manželkou žili v Olomouci. Po zbytek života Petružela cestoval a přednášel na Palackého univerzitě v Olomouci.